# La guerra del Golfo no ha tenido lugar
La guerra del Golfo no ha tenido lugar (en francés: La Guerre du Golfe n'a pas eu lieu) es una colección de tres ensayos breves del sociólogo francés Jean Baudrillard publicada en el periódico francés Libération y el periódico británico The Guardian entre enero y marzo de 1991.
- Parte 1. La guerra del Golfo no tendrá lugar (La guerre du Golfe n'aura pas lieu) fue publicado en Libération el 4 de enero de 1991.
- Parte 2. ¿Está teniendo lugar realmente la guerra del Golfo? (La guerre du Golfe a-t-elle vraiment lieu?) fue publicado en Libération el 6 de febrero de 1991.
- Parte 3. La guerra del Golfo no ha tenido lugar (La Guerre du Golfe n'a pas eu lieu) fue publicado en Libération el 29 de marzo de 1991.

Contrariamente al título, el autor sí cree que los hechos y la violencia de la guerra del Golfo tuvieron lugar, el problema es una cuestión de interpretación: ¿los eventos ocurridos fueron comparables a como fueron presentados y podrían estos eventos ser catalogados como una guerra? El título es una referencia a la obra de Jean Giraudoux, La guerra de Troya no tendrá lugar, en la que los personajes intentan evitar lo que el público sabe que es inevitable.
Los ensayos en Libération y The Guardian fueron publicados antes, durante y después de la Guerra del Golfo y se titulaban en consecuencia: durante la acumulación militar y retórica estadounidense: La guerra del Golfo no tendrá lugar; durante la acción militar: ¿Está teniendo lugar realmente la guerra del Golfo?, y después de que la acción terminó: La guerra del Golfo no ha tenido lugar.
En mayo de 1991 se publicó en francés un libro con versiones más extensas de los artículos originales.

## Contenido
Baudrillard argumentó que la guerra del Golfo no fue realmente una guerra sino más bien una atrocidad disfrazada de guerra. Utilizando un poder aéreo abrumador, el ejército estadounidense en su mayor parte no participó directamente en combate con el ejército iraquí y sufrió pocas bajas. Casi nada se dio a conocer sobre las muertes de iraquíes. Por tanto, la lucha «no tuvo lugar realmente» desde el punto de vista de occidente. Además, todo lo que los espectadores pudieron saber sobre la guerra fue en forma de imágenes de propaganda. Las presentaciones de los medios de comunicación vigiladas de cerca hicieron imposible distinguir entre la experiencia de lo que realmente sucedió en el conflicto y su tergiversación selectiva y estilizada a través de simulacros.